# Becsületrend (Franciaország)
A franciaországi Becsületrend (Ordre national de la Légion d’honneur) a legmagasabb francia állami kitüntetés, amelyet Napoléon Bonaparte, Franciaország első konzulja alapított 1802-ben. Jelmondata: „Becsület és Haza” (Honneur et Patrie)!
A magyarban meghonosodott elnevezés nem tükrözi Napóleon eredeti szándékát, mivel ő éppen azért adta a Becsületlégió elnevezést, hogy még a nevet illetően is szakítson a régi rezsim rendjeivel. Mind a szervezet nevét (Legio honoratorum conscripta), mind eredeti szimbólumait (sasok), mind pedig szervezeti felépítését (16 cohors Franciaország területén) az ókori Rómából merítették. A Becsületlégió mindenki előtt nyitva áll, s a társadalom legkülönbözőbb képviselőinek fokozatos, differenciált elismerését teszi lehetővé az időről időre ismételt, magasabb fokozatokkal való kitüntetéseken keresztül.

## Fokozatai
A Becsületrendben három rang van:
- lovag (chevalier)
- tiszt (officier)
- parancsnok (commandeur)

és két méltóság:
- főtiszt (grand officier)
- nagykeresztes (grand-croix)

A Becsületrendet illetően meg kell különböztetni az elit szervezetet, melybe a tagok felvételt nyernek, valamint a tagság minőségét jelző rendjelet, melyet a felvétel, vagy az előmenetel alkalmával adnak át. Ez az oka annak, hogy a fokozatok főnévi alakban szerepelnek.

## Történeti áttekintés

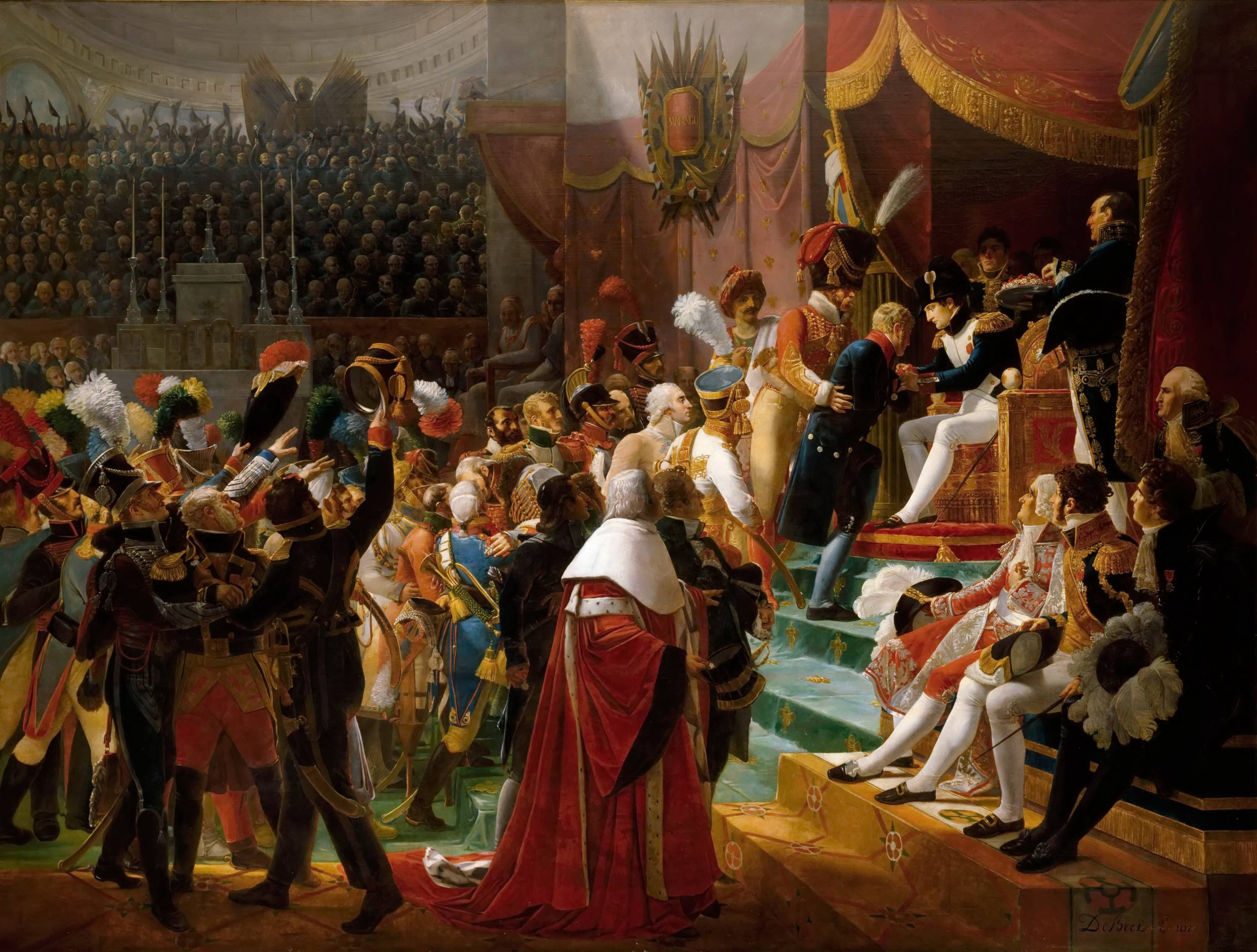
1804. július 15-én Napóleon átadja a Becsületrend rendjeleit (Jean-Baptiste Debret festménye)

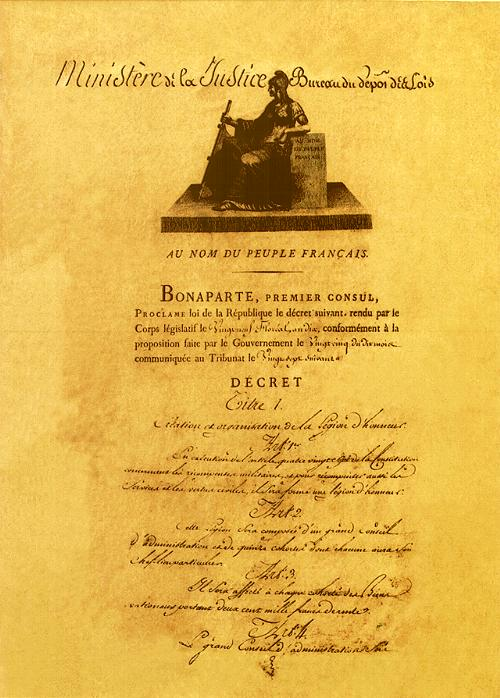
A Becsületrendet kihirdető rendelet első lapja.

A francia forradalom eltörölte a régi rend kitüntetéseit is, így a Konvent alatt a tábornokok vitézi tetteit díszfegyverrel (puskával, pisztollyal, díszkarddal, sőt díszdobbal) ismerték el.
A hadjáratokat viselő Bonaparte tábornok szükségét látta egy katonák és civilek számára egyaránt adható elismerésnek, ezért kezdeményezte annak létrehozását. A törvényjavaslatot kidolgozó Államtanács előtt az Első konzul személyesen is megjelent, hogy tekintélyét latba vesse: megakadályozza egy kizárólag katonai kitüntetés létrehozását és cáfolja azokat a vádakat, miszerint a rend alakításával vissza akar térni a régi rezsimhez. A Tribunátus a javaslatot 56:38 arányban jóváhagyta, noha a jakubinusok erősen támadták, egy új arisztokrácia létrejöttétől, illetve az egyenlőség forradalmi elvének torzulásától tartva. A francia forradalmi naptár X. esztendő, virágzás (floréal) hava 29-én (a Gergely-naptár szerint 1802. május 19-én) a törvényhozó testület 166:110 arányban elfogadta a Becsületrend létrehozására vonatkozó törvényt, amelyet Napóleon tíz nappal később ellenjegyzett, lepecsételt és rendelettel kihirdetett. Noha az első elismerésekről, illetve a Rendbe történő felvételről szóló dekrétumokat időről időre kihirdették, a rendjelek átadásával Napóleon megvárta a császárság létrejöttét. Az első átadóünnepségre végül is 1804. július 15-én, a Bastille bevételének tizenötödik évfordulója kapcsán került sor, az Invalidusok dómjában.
Kezdetben a Becsületrendnek négy fokozata volt: légiós, tiszt, parancsnokló és főtiszt. Kétféle rendjelet adtak át: ezüst csillagot a légiósoknak és arany csillagot a többieknek. Egy 1805. január 30-i rendelettel e négy fokozat kiegészült a nagy rendjellel, ami nem sokkal később nagy sas, majd 1814-től nagy szalag, 1816. március 26-tól pedig nagykereszt lett. Ez utóbbi időpontban a légiós megnevezése lovagra, a parancsnoklóé pedig parancsnokra változott, kialakítva ezzel a mai elnevezési rendet.
A megalakítást követően a rend tagjai jelentős éves járadékot kaptak:
| főtisztek:     | 5000 arany frank |
| parancsnoklók: | 2000 arany frank |
| tisztek:       | 1000 arany frank |
| légiósok:      | 250 arany frank  |

A második világháború után, az indokínai és az algériai háborúk miatt már annyi rendjelet kellett átadni, hogy félő volt, a kitüntető cím devalválódik. Ennek megakadályozására 1962-ben De Gaulle tábornok elnöki rendelettel újraszabályozta az odaítélés feltételeit, és 1963-ban létrehozott egy új szervezetet is – a Becsületrend „kisöccsét” – az ugyanazokat a fokozatokat tartalmazó, de a rendjelet illetően a francia trikolór kék színét viselő Nemzeti Érdemrendet (Ordre national du Mérite).

## A rendjel leírása, viselete

### Régi rendjelek

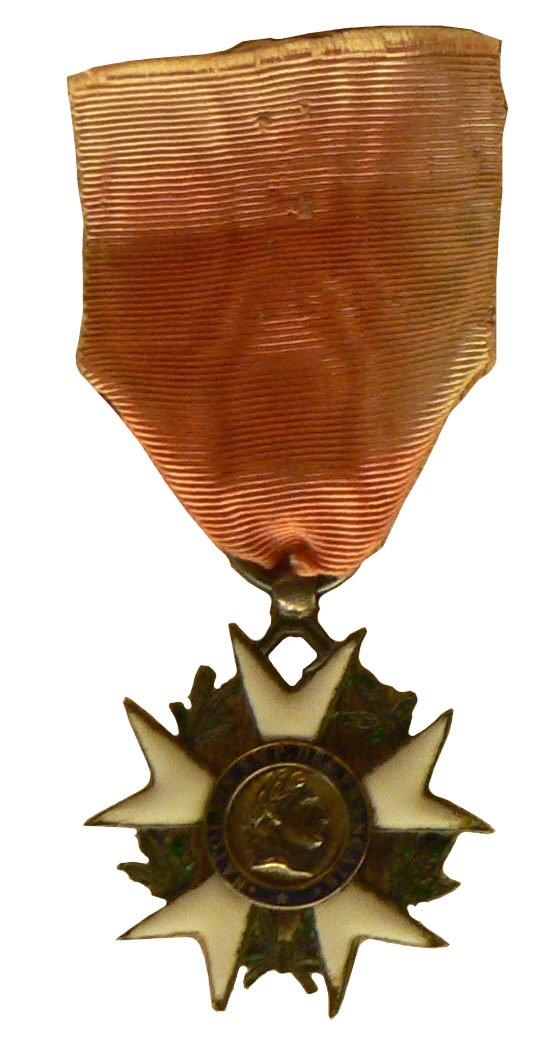
Az 1804-es változat lovagi fokozatának rendjele

A rendjel formája és összképe a történelem során alapvetően nem változott, csupán a középső érme ábrája és az azt övező felirat tükrözte a történelmi változásokat. A Rendbe való felvétel az első két évben nem járt együtt rendjel átadásával, a tagok csupán egy oklevelet kaptak az első konzultól.
Az 1804-ben átadott első változat központi, arany érmének egyik oldalán a császár arcképe volt látható, „Napóleon, a franciák császára” felirattal, a másikon a császári sas, „Becsület és Haza” felirattal. Ekkor a csillag végei még hegyesek voltak, a gömbök pár évvel később kerültek fel.
A Bourbon restauráció idején, 1814-től a központi érmére IV. Henrik király arcképét tették, „IV. Henrik, Franciaország és Navarra királya” felirattal, a másik oldalán három liliom látszott a Becsületrend jelmondatával. A júliusi forradalom (1830) levette a liliomot az érméről, helyébe előbb csak a jelmondat került, majd két keresztbe tett trikolór és a jelmondat.
1848. szeptember 12-étől, a második köztársaság idején, a rendjelről levették a függesztésre használt koronát, IV. Henrik arcképe helyére ismét Napóleon császáré került, „Bonaparte első konzul, 1802. április 19.” felirattal, a hátoldalon a Rend jelmondata mellett megjelent a „Francia Köztársaság” felirat is.
1852-ben a második császárság lényegében visszaállította az első császárság jelképrendszerét. 1870-ben a függesztésre szolgáló korona helyére a mai tölgy- és babérkoszorú került, egyébként pedig a második köztársaság jelképrendszerét állították vissza, azzal a különbséggel, hogy Napóleon helyébe Ceres, az aratás római istennőjének, a forradalom szimbólumának arcmása került, „Francia Köztársaság 1870” felirattal. Ez a változat volt érvényben a III., IV. és V. Köztársaság idején is, csupán 1951-ben törölték az 1870-es évszámot. A mai változat 1962-ben alakult ki, amikor is a hátlapra rákerült az alapítás forradalmi naptár szerinti kelte.

### Napjaink rendjele
A rendjel ötsugaras, mindkét oldalán fehér zománccal borított csillag, mely a végén tíz gombban végződik. A lovagi fokozat csillaga és a gombok ezüstből vannak, a tiszti fokozaté pedig aranyozott ezüstből. A fokozattól függően a sugarakat ezüst, vagy aranyozott ezüst, zöld zománccal kitöltött, tölgy (jobboldalt), illetve babér (baloldalt), középen keresztbe font koszorú köti össze. A csillag közepén a köztársaságot szimbolizáló női fejjel díszített arany érme található, melyet kék alapon, „Francia Köztársaság” felirat vesz körbe. A csillag, a fokozattól függően ezüst, vagy aranyozott ezüst, zöld zománccal kitöltött tölgy (ezúttal baloldalt), illetve babér (jobboldalt) koszorún függ. Az érme hátoldalán két, egymást keresztező nemzeti színű zászló látható „Becsület és Haza” felirattal, valamint a Rend alapításának kelte: 29 floréal an X. A parancsnoki fokozat aranyozott ezüstből készül és másfélszer nagyobb, mint az előző két fokozat.
A 40 mm átmérőjű rendjel 37 mm széles vízsávos vörös szalagon függ, mely a hajdani Szent Lajos Katonai Rendből öröklődött át. A tiszti fokozat szalagján vörös szalagrózsa van.  A parancsnoki fokozat 60 mm-es rendjele egy 40 mm széles nyakszalagon lóg. A főtisztek a rendjel motívumait tartalmazó, 90 mm átmérőjű, gyémántokkal ékesített színezüst plakettet kapnak. A nagykereszt tulajdonosait formára azonos, aranyozott ezüst plakett illeti meg, a parancsnoki csillaghoz hasonló, 70 mm átmérőjű rendjellel egy 10 cm széles vörös vállszalagon.

### Viselete
A lovagi és tiszti rendjeleket a bal mellen kell viselni, a parancsnoki rendjelet rövid nyakszalagon. A főtisztek bal mellükön tiszti rendjelet viselnek, hozzá a jobb mellen az ezüst plakettet. A nagykeresztesek a rendjelet a jobb vállon átvetett vállszalag csokorra kötött végén hordják, hozzá a bal mellen az aranyozott ezüst plakettet.
A Becsületrend jeleit a polgári személyek ünnepi alkalmakkor a kitüntetést eredeti formában viselik, hétköznapi ruházaton pedig a lovagok vékony vörös szalagot hordanak a zakó hajtókájának gomblyukában, a tisztek vörös szalagrózsát, a parancsnokok pedig ugyancsak vörös szalagrózsát ezüst masni alapon. A főtisztek szalagrózsája egyik oldalon ezüst, másik oldalon aranyozott ezüst masnin, míg a nagykereszt vörös szalagrózsája mindkét oldalon aranyozott ezüst masnin nyugszik.
A fegyveres erők és testületek tagjai a díszegyenruhán eredeti formában, köznapi öltözet esetén pedig szalagsávon viselik a rendjelet.
|                                     |       |            |         |               |
| Rendjelek                           |       |            |         |               |
|                                     |       |            |         |               |
| Az egyenruhán viselendő szalagsávok |       |            |         |               |
| lovag                               | tiszt | parancsnok | főtiszt | nagykeresztes |

A Becsületrendbe felvett ezredek katonái bal váll-lapjukról hónalj alatt körbelógó, vörös díszzsinórt viselnek, melynek anyaga és fonása a kitüntetések száma szerint változik. Azok a katonák, akik aktív részesei voltak az elismerés alapját képező harci cselekménynek, akkor is megtarthatják a díszzsinórt, ha közben más alakulathoz helyezik át őket.

## A Becsületrend odaítélése

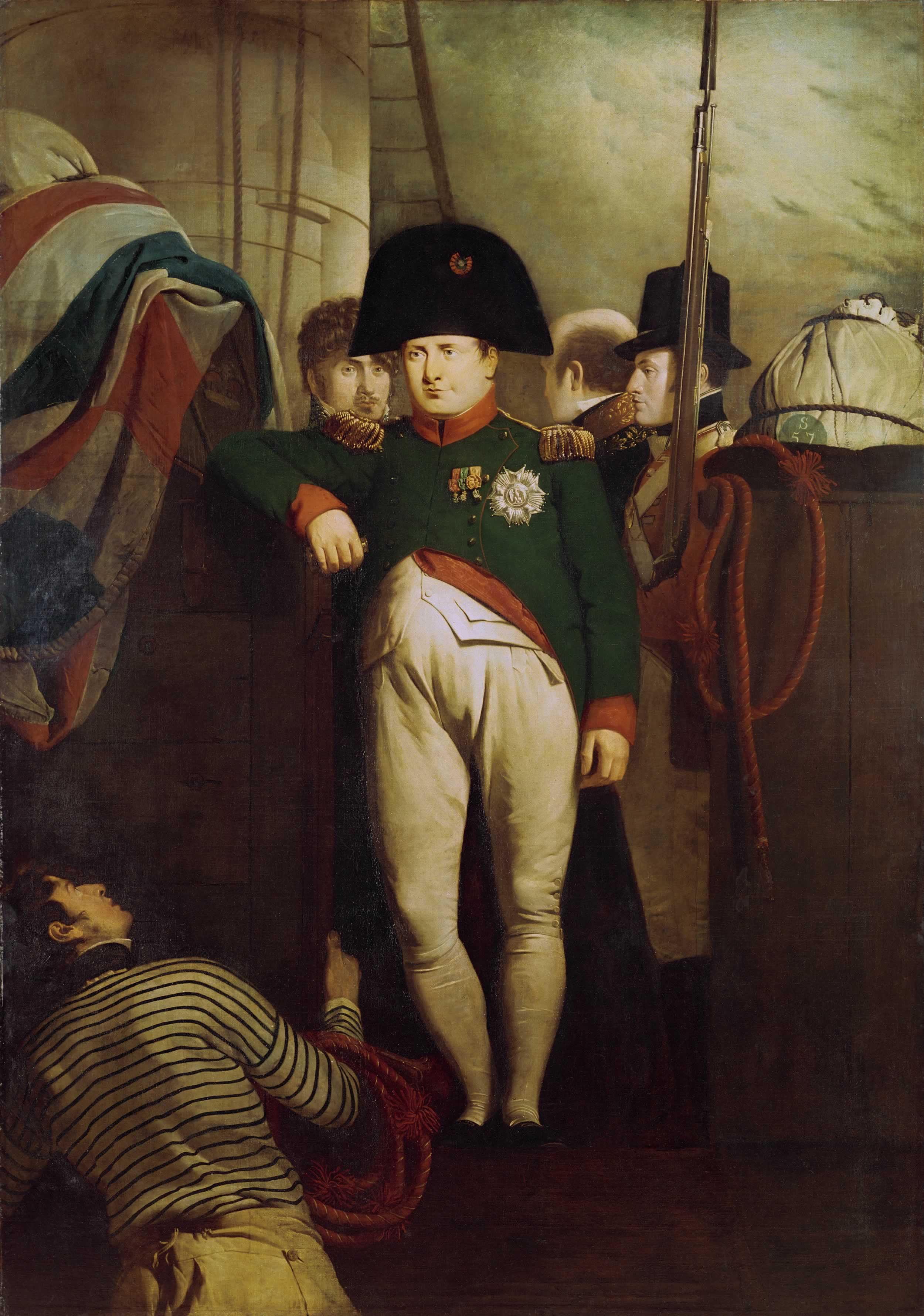
Napóleon a Bellerophon fedélzetén.
Azon ritka ábrázolások egyike, amelyen a császár mindhárom rend jeleit viseli, melynek nagymestere volt: a Becsületrend, a Császári Egyesülés Rendje és a Vaskorona-rend. (Charles Lock Eastlake festménye)

A Becsületrend nagymestere a francia köztársasági elnök, a Renddel kapcsolatos ügyeket pedig a nagykancellár intézi, akit a köztársasági elnök nevez ki hat évre a nagykereszt birtokosai közül. Ő elnököl a Rend Tanácsában, abban a 16 fős közös katonai és polgári testületben (jelenlegi aránya 1/3 – 2/3), amely az érdemek elismerését és a kitüntetés adományozását, esetenként felfüggesztését vagy visszavonását végzi. A döntés eredményét a nagymester hirdeti ki elnöki rendelettel.  Ez az eljárás tette lehetővé, hogy a kitüntetés túléljen minden rezsimet.
A polgári személyek elismerése évente három alkalommal történik (január 1., húsvét és július 14.), a katonáké kétszer: az aktív állományé július elején, a tartalékosoké és a rokkantaké május elején.
A Becsületrendet megtisztelő címen külföldieknek is adományozzák: megkaphatják állam- és kormányfők, kormánytagok, Franciaországba akkreditált nagykövetek, illetve mindazok, akik sokat tettek a Franciaországgal való kapcsolatok gazdagításáért. 1999. február 19-én például a francia köztársasági elnök kitüntette azokat a még élő amerikaiakat, akik az első világháború idején részt vettek az ország felszabadításában.
Az elismerésben nemcsak személyek részesülhetnek, hanem városok (Luxembourg, Liège, Belgrád, Sztálingrád, Algír), katonai alakulatok (ezredek), iskolák, közösségek, intézetek, vagy vállalatok (például: francia államvasutak).
A Rendbe történő felvétel éves keretszámát elnöki rendelet szabályozza, háromévenként. A keretszámokat szétosztják a minisztériumok között, amelyek javaslataikat a nagykancellárnak juttatják el. 2008-ban a hagyományos javaslattételi eljárás mellett bevezették az állampolgári kezdeményezés intézményét, azaz bárki tehet javaslatot egy személy elismerésére, amennyiben kezdeményezését 99 fő támogatja. A felvétel alapfeltétele legalább 20 év közszolgálat vagy szakmai tevékenység. 2008-ig a Rendbe lovagként lehetett bekerülni, 2008 novemberében Nicolas Sarkozy köztársasági elnök, a Rend nagymestere úgy módosította az alapszabályt, hogy az éves keretszám 2%-áig terjedően közvetlenül tisztként, 2%-áig közvetlenül parancsnokként, évente egy alkalommal pedig közvetlenül főtisztként lehetséges a felvétel. A tiszti fokozat kivárási ideje 8 év, a parancsnoké 5 év, a méltóságok esetében 3-3 év. A Rendbe történő felvétel e szabályai alól kivételt képeznek a külföldiek. Esetükben az illető protokolláris és társadalmi rangja határozza meg a fokozatot.
Odaítélése a volt miniszterek, tiszteletbeli prefektusok, volt képviselők és szenátorok (a hivatalban lévő miniszterek, és képviselők nem kaphatják meg, hacsak nincs hadiállapot), vezető bírák, diplomáciai testületek tagjai részére szinte automatikus. Az olimpiai aranyérmesek külön kvóta szerint kapják meg az elismerést. Az éves kontingens felét a hadsereg kapja; a másik felében nagy számban találhatók rendőrök, tűzoltók, magas rangú hivatalnokok és egyházi személyek. Eredetileg, a Becsületrendbe felvett személyt követő, három egymás utáni generáció tagjai is viselhették a kitüntetést, öröklés címén.
A jelenlegi rendelkezés szerint „a Becsületrend élő elit” (De Gaulle), azaz alapesetben nem lehet posztumusz bejutni a tagok közé (mint például 1945-ben a második világháború elején az elzászi harcokban elhunyt Hevesi András író, vagy az 1956-os forradalom alatt Budapesten halálos sebesülést kapott Jean-Pierre Pedrazzini, a Paris Match fotóriportere). Az alapszabály 26. cikkelye ugyanakkor feljogosítja a miniszterelnököt, hogy – a nagymester felhatalmazása alapján – egy hónapon belül kinevezzen vagy előléptessen háborúban „feladataik teljesítése során elhunyt vagy megsebesült személyeket, akik méltóvá váltak ezen elismerésre”.
Amennyiben a rend valamely tagjának becsületén vagy méltóságán csorba esik, egy fegyelmi eljárás keretében, amelynek során az illetőnek joga van védekezni, kizárható a rendből és visszavonható tőle az elismerés. A rendből történő törlés automatikus, ha a tag egy évnél hosszabb börtönbüntetéssel fenyegetett bűncselekményt követ el, illetve ha megfosztják francia állampolgárságától.

## A Becsületrend Nevelőintézetei
A Becsületrend tagjainak az erkölcsi elismerésen felül kiváltság is jár. Napóleon császár lehetővé tette, hogy a kitüntetettek lányai, lányunokái és lánydédunokái 18. életévük betöltéséig állami költségen tanulhassanak. Ennek érdekében 1805-ben elrendelte a Császári Nevelőintézetek felállítását, az elsőt 1809-ben Écouanban, a másodikat 1811-ben, a Saint-Denis-i apátságban. Mai elnevezésük: a Becsületrend Nevelőintézetei.
A Becsületrend nagykancellárjának felügyelete alá tartozó intézetekben nem számított a származás: a lányokat felvilágosult, demokratikus légkörben nevelték. Az oktatás nyitottsága megmaradt, a ma is elitiskolának számító középiskolákban kiemelt helyet foglal el a nyelvtanulás, a zene, a művészet és a sport.
Jelenleg két intézmény üzemel, mintegy 400 fővel: Saint-Germain-en-Laye-ben a 12-16 éveseket nevelő alsó középiskola (collège), Saint-Denis-ben pedig a gimnázium (lycée).
2005-ben módosították az elnöki rendeletet, így a Nemzeti Érdemrend tagjainak lányai, lányunokái és lánydédunokái, valamint az Idegenlégió tagjainak lányai és lányunokái is felvételt nyerhetnek.

## A Becsületrend Tagjainak Kölcsönös Segítő Társasága
Noha az alapító rendelet kellőképpen gondoskodott azon tagok éves járandóságáról, akik anyagilag rászorultak, a szervezet az első világháború után finanszírozási gondokkal küszködött. A gondok enyhítésére a nagykancellár 1921-ben kezdeményezte a Becsületrend Tagjainak Kölcsönös Segítő Társasága (Société d'Entraide des Membres de la Légion d’Honneur) megalakítását. Közhasznú társaságként kiegészítő pénzügyi forrásokat von be (elsősorban tagdíj, adomány formájában), jogi, egészségügyi, adminisztratív tanácsokkal látja el a tagokat, illetve segélyezi a rászorulókat és családtagjaikat (járadék, ösztöndíj, kamatmentes kölcsön, temetési segély). A társaság területi elven, általában megyénként egy-egy cohorsba szerveződött, és létrehoztak külföldi tagozatokat is.

### Magyar tagozat
A megtisztelő címen kitüntetett külföldi rendtársak nem válnak a Becsületrend tagjaivá, így számukra kiváltság nem jár, azonban a Szövetségen keresztül hozzájárulhatnak a kölcsönös segítő tevékenységhez, illetve részesedhetnek abból. E célból alakult meg 2003. november 18-án a Magyar Tagozat 12 rendtárs részvételével. Hivatalos bejegyzése 2004. április 8-án történt meg, létszáma 2007 májusában 53 fő volt.
A Becsületrend nagykancellárjának (aki egyben a Francia Nemzeti Érdemrend kancellárja) felhatalmazása alapján 2007. június 14-én a 2003-ban létrehozott magyar tagozatot kibővítették a Nemzeti Érdemrend kitüntetettjeivel. Az így létrejött szervezet neve: A Francia Becsületrend és Nemzeti Érdemrend Magyar Tagjainak Szövetsége volt. Az alapító elnök és a vezetőség közötti nézeteltérés és jogvita miatt a szövetség élete évekre ellehetetlenült, a tagok nagy része elhagyta a szervezetet. 2015-ben alakult újjá egyesületi formában, neve A Francia Becsületrend és Nemzeti Érdemrend Magyar Tagjai Szövetsége Egyesület, rövidített formában Francia Becsületrend és Nemzeti Érdemrend Egyesület lett.

### A szövetség célkitűzései
- A Becsületrend, annak alapelvei és a tagok erkölcsi megbecsülésének növelése a magyar közvélekedésben, a magyar-francia barátság jegyében;
- Szolidaritás kialakítása a tagok között, továbbá a tagok halálát követően a családtagok támogatása tanácsadással és különféle segítségnyújtással, kivéve pénzeszközök juttatását, és jogtanácsadást;
- Jótékonysági akciók lebonyolítása és az ezeken való részvétel a fenti célok szolgálatában.[13]

Az egyesület élén elnök áll, akinek munkáját egy alelnök, valamint becsületrendi és érdemrendi elnökségi tagok segítik.
Elnök: Boros István.
A szövetség bejegyzett címe: 1123 Budapest, Alkotás utca 63-67.

## A Becsületrend számokban
Az 1962. évi elnöki rendelet szerint a három rang és két méltóság összlétszáma nem haladhatja meg a 125 000 főt. A keretszám fokozatok közötti megoszlása, valamint a tényleges létszám a következő:
|                | adományozási keret | tényleges létszám |
| nagykeresztes: | 75 fő              | 67 fő             |
| főtiszt:       | 250 fő             | 314 fő            |
| parancsnok:    | 1250 fő            | 3009 fő           |
| tiszt:         | 10 000 fő          | 17 032 fő         |
| lovag:         | 113 425 fő         | 74 834 fő         |

Annak érdekében, hogy az előírt kontingenst ne lehessen túllépni, illetve, hogy a fokozatok közötti arányok ne nagyon boruljanak fel, háromévente pontosan meghatározzák a Rendbe felvehetők számát. Ez a keretszám általában 3500 fő körül mozog, amelyből 2200 fő a polgári személy, 650 az aktív katona és 650 a tartalékosok és hadirokkantak száma.

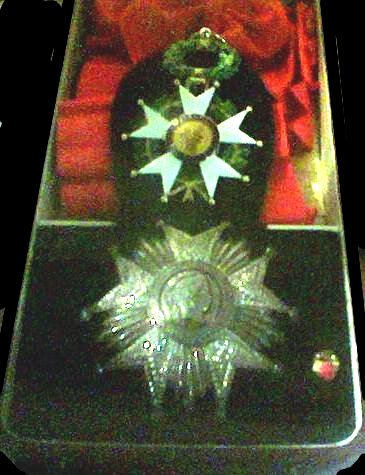
Főtiszti fokozat rendjele

A 2012–2014 közötti időszak keretszámai:
|                                | nagykeresztes | főtiszt | parancsnok | tiszt | lovag |
| Polgári személyek              | 6             | 15      | 78         | 384   | 2980  |
| Katonák és azonos besorolásúak | 3             | 12      | 64         | 300   | 900   |
| Külföldiek                     | 2             | 7       | 40         | 101   | 280   |

A 2000-es évek eleje óta a tagok száma 94 000 körül mozog. Az összlétszám megoszlása:
| polgári személyek:              | 63% |
| katonák és azonos besorolásúak: | 37% |

A részarány jelzi az elismerés széles társadalmi beágyazottságát, a társadalmi fejlődést, valamint Franciaország háborús konfliktusokban való csökkentett részvállalását.
A polgári személyek szociológiai és szakmai összetétele 2012-ben :
| Gazdasági szektor:                               | 25,5% |
| Közszolgálat:                                    | 18,0% |
| Oktatás és kutatás:                              | 17,7% |
| Egészségügyi, szociális és humanitárius szektor: | 16,8% |
| Helyi képviselők, szakszervezeti aktivisták:     | 7,8%  |
| Kultúra és kommunikáció:                         | 6,2%  |
| Egyéb (veteránok, sport, kultúra stb.):          | 8,0%  |

A Becsületrend tagjai között többségben vannak a férfiak. Az első nőt 1851-ben vették fel a rendbe. Amíg 1912-ben a rend tagjai között mindössze száz nő volt (0,25%), manapság az arányuk 12% körül van. Egy 1996. évi elnöki rendelet az éves keretszámon belül a nők arányát 25%-ban határozta meg. (1999-ben például a kitüntetettek 26,2%-a volt nő.)

## Az átvételt megtagadók
A Becsületrend története során többen is voltak – elsősorban művészek, szabad gondolkodók –, akik valamilyen erkölcsi vagy politikai oknál fogva megtagadták a rendjel átvételét, vagy viselését; köztük olyan hírességek, mint: Gilbert du Motier de La Fayette, Gérard de Nerval, Guy de Maupassant, George Sand, Hector Berlioz, Maurice Ravel, Nadar, Honoré Daumier, Pierre és Marie Curie, Louis Aragon, Jean-Paul Sartre, Simone de Beauvoir, Albert Camus, Jacques Prévert, Claudia Cardinale, Catherine Deneuve, Brigitte Bardot, Georges Brassens, Dalida, Léo Ferré, Mylène Farmer vagy Johnny Hallyday.

## A Becsületrend Múzeuma

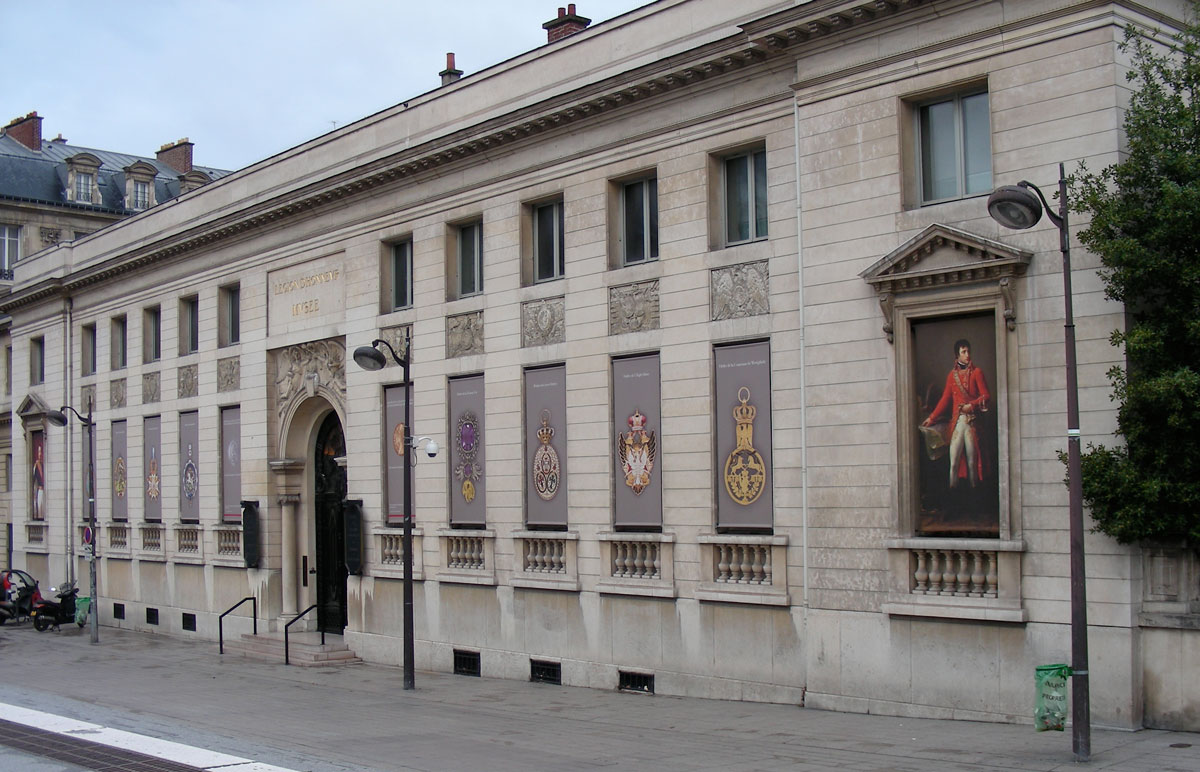
A Becsületrend Múzeumának bejárata.

A Becsületrend Múzeuma Párizs 7. kerületében található, a Becsületrend Nagykancelláriájának is otthont adó Salm palota egyik szárnyában. Címe:
Musée national de la Légion d'honneur

2, rue de la Légion d'honneur

75007 Paris
Metro:  Solférino

RER: Musée d'Orsay
Térképen: é. sz. 48° 51′ 37″, k. h. 2° 19′ 29″48.860214°N 2.324733°E

## Magyar kitüntetettek
A magyar, illetve magyar származású személyek döntő hányada megtisztelő címen kapott elismerést, azonban többen is voltak, akik – francia állampolgárként vagy a francia államnak tett közvetlen szolgálatért – teljes jogú tagok lettek.
A 19. század második felében főként ez utóbbiért (például: Nemeskéri Kiss Miklós, Türr István, Ujfalvy Károly Jenő), illetve kiemelkedő művészi teljesítményért (Liszt Ferenc, Munkácsy Mihály, Székely Bertalan, Zichy Mihály, Vágó Pál), valamint a világkiállításokon bemutatott különféle innovatív munkákért (Térey Pál, Kozma Ferenc, Fischer Mór) tüntettek ki magyarokat. Az első világháború után elsősorban irodalmi munkásságért, a francia kultúra bemutatásáért (Eckhardt Sándor, Gombocz Zoltán, Gyergyai Albert, Heltai Jenő, Kosztolányi Dezső, Babits Mihály, Osvát Ernő, Molnár Ferenc) „járt” elismerés. A 20. század második felében főként a különböző hullámokban érkező magyar emigránsok soraiból kerültek ki a kitüntetettek (Brassaï, Cziffra György, Fejtő Ferenc, Lucien Hervé, André Kertész, Kürti Miklós, Tardos Tibor, Varga Béla, Victor Vasarely), ők többnyire teljes jogú tagjaivá váltak a Rendnek. 1990 után jelentősen megnőtt a politikai, gazdasági és művészeti kapcsolatok fejlesztésért, elmélyítéséért adott elismerések száma.
A magyarországi rendtársak csatlakozhatnak helyi érdekvédelmi szervezetükhöz, A Francia Becsületrend és Nemzeti Érdemrend Magyar Tagjainak Egyesületéhez.
A Magyar Nemzeti Múzeum Érem- és Régiségtárának 1846 óta vezetett Érmészeti szerzeményi naplójában 1847-ben jelent meg az első, rendjelre vonatkozó bejegyzés: Zsigmond Ferenc Károly budai szőnyeggyáros a Becsületrend IV. osztályú keresztjét adományozta a múzeumnak.
A kitüntetettek számáról, kilétéről, valamint az elismerések időpontjáról és fokozatáról pontos adatok nem állnak rendelkezésre. A Petőfi Irodalmi Múzeum saját gyűjtés keretében létrehozott egy 242 személy adatait tartalmazó adatbázist, melyet 2004-ben lezárt.